# Chiesa di Santa Maria Maggiore (Pieve di Cento)

La collegiata di Santa Maria Maggiore è la parrocchiale di Pieve di Cento, in città metropolitana ed arcidiocesi di Bologna; fa parte del vicariato di Cento.

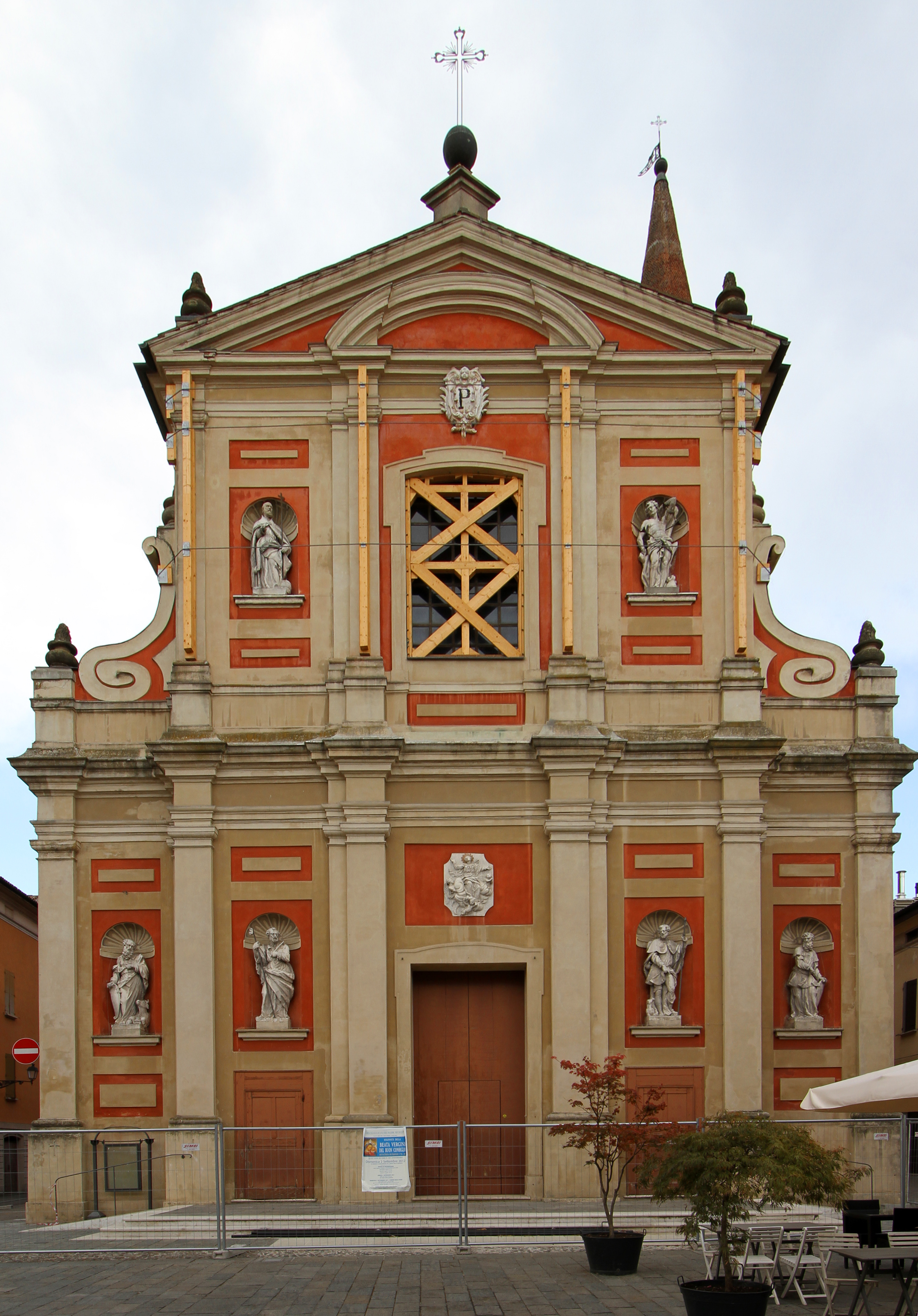
La facciata della Chiesa dopo il terremoto del 2012. Sono visibili le opere di messa in sicurezza.

## Storia
La primitiva pieve sorse nell'VIII secolo; essa aveva giurisdizione sulle chiese di Cento e di Poggetto. Tuttavia, la chiesa è menzionata per la prima volta appena in un documento datato 29 aprile 1207. 

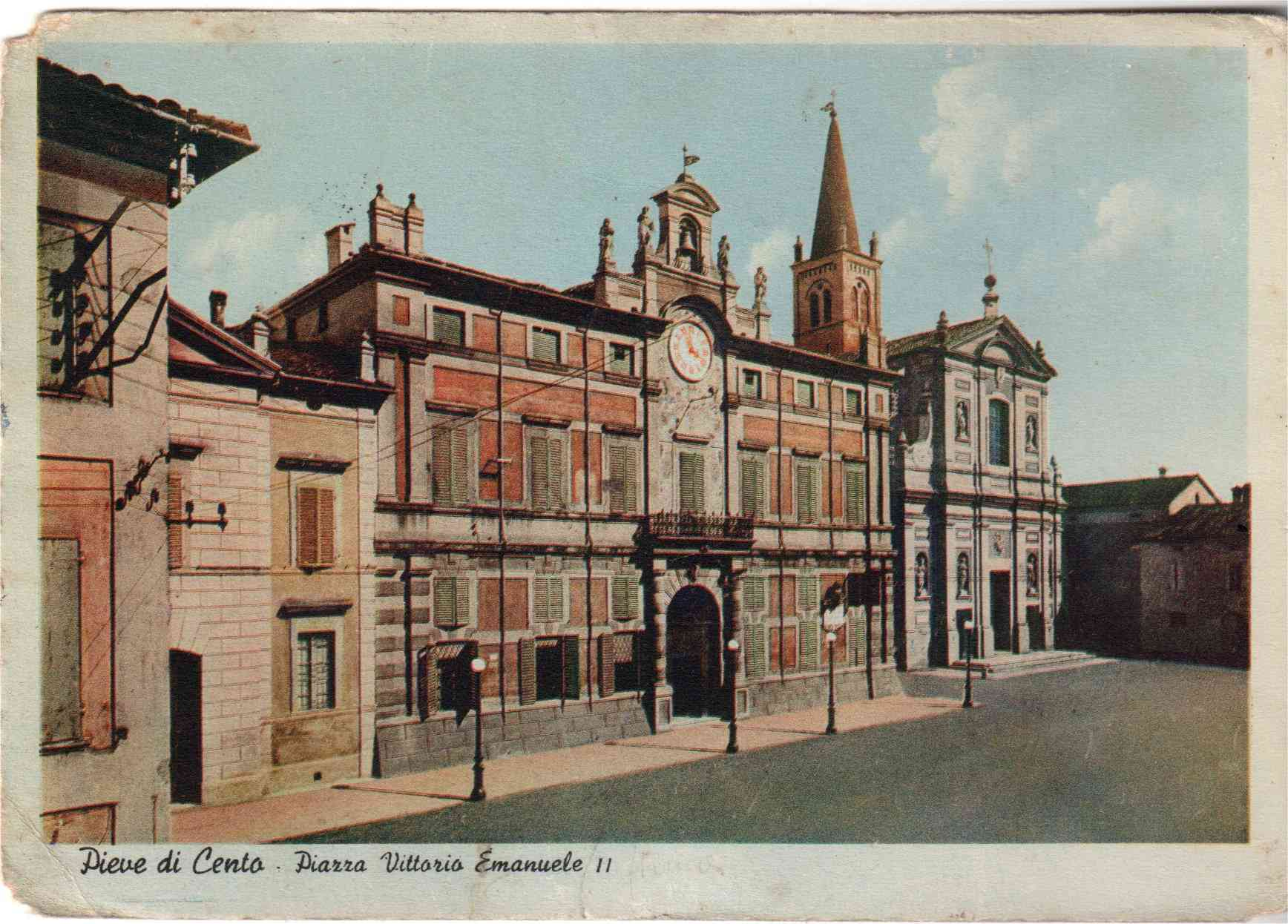
La parrocchiale (sulla destra) in una cartolina del 1944

 Sempre nel Basso Medioevo la pieve assunse il titolo di collegiata, essendosi formato un capitolo; dopo il Concilio di Trento questo capitolo fu sciolto, ma alla chiesa rimase il suddetto titolo. Nel frattempo, nel XIV secolo l'abside era stata riedificata in stile gotico e con forma poligonale e nel 1378 la chiesa di Cento era diventata parrocchia autonoma in seguito alla concessione del fonte battesimale. 

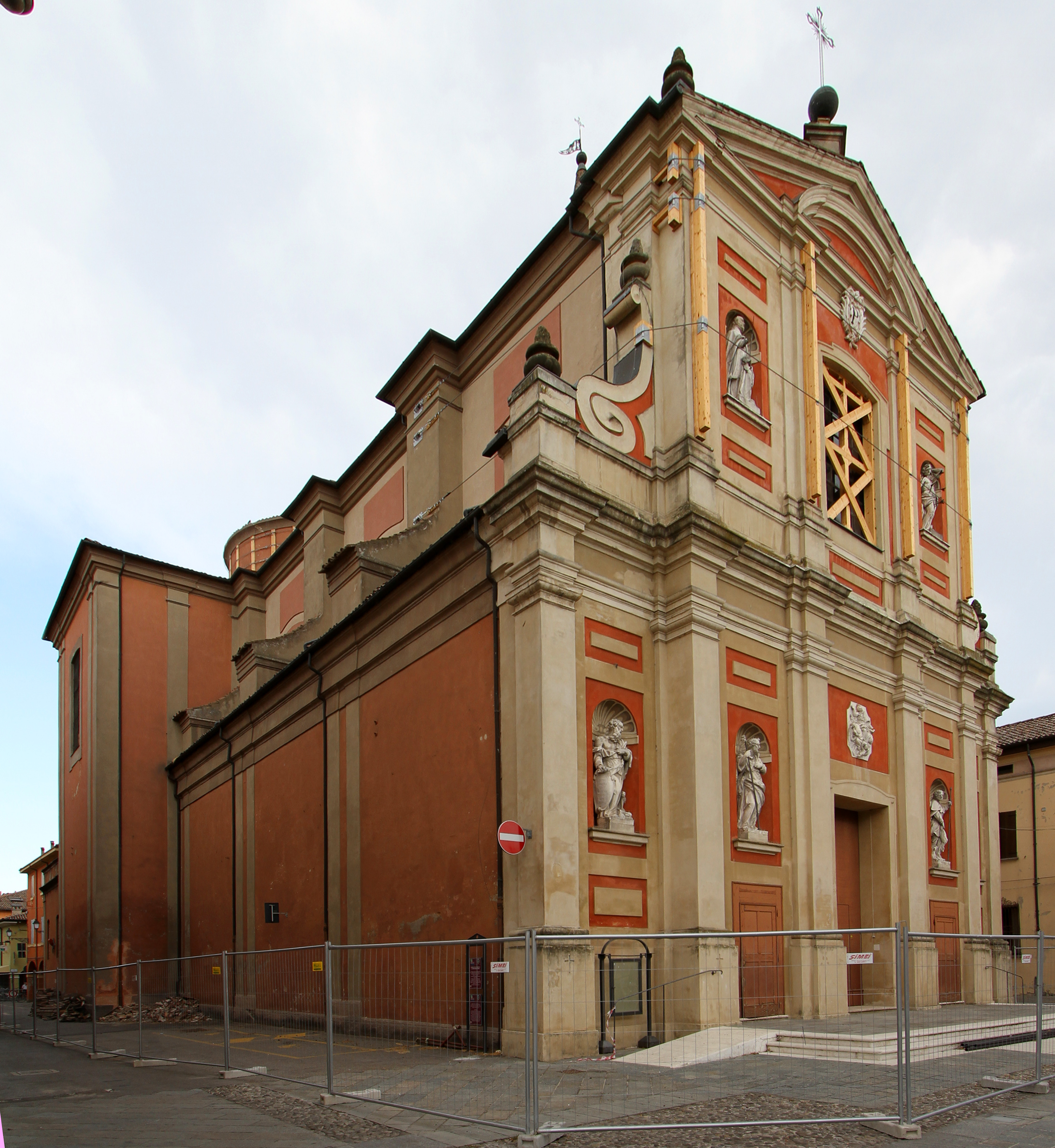
Facciata e fiancata della Pieve

 Poiché nel XV secolo la pieve versava in pessime condizioni, nel 1463 fu ristrutturata, ma questo intervento si rivelò inutile, dato che l'edificio, dopo poco tempo, minacciava di nuovo di collassare. Nel 1468 Bartolomeo Riesi e Pietro Sgarmiglioni vennero incaricati dal vicario arcivescovile Alessandro Longari di supervisionare ulteriori lavori di rifacimento della chiesa, che comportano l'ispessimento dei muri portanti e che terminarono nel 1470. Nel 1483 il campanile crollò e danneggiò la collegiata, che fu ristrutturata tra il 1487 ed il 1488; contemporaneamente venne ricostruita la torre campanaria. La pieve fu restaurata nuovamente nel 1597 e nel 1660 su disegno di Luca Danesi. Nel 1681 si decise di riedificare ex novo la collegiata e, per far posto al nuovo edificio, venne demolita la navata; il progetto, però, si arenò e l'intera area fu abbandonata nel 1697. L'attuale parrocchiale, progettata dai fratelli modenesi Silvestro e Giuseppe Campiotti, venne costruita tra il 1702 ed il 1710 e restaurata nel 1816, anno in cui fu rifatto il pavimento. Nel 1925 vennero modificate l'abside e le cappelle laterali, nel 1940 si rifece il pavimento e si ristrutturò la navata, nel 1950 furono posate le nuove tegole del tetto e nel 1970 circa venne restaurato il campanile; nel 1994 la facciata fu ridipinta. L'edificio fu gravemente danneggiato dal terremoto dell'Emilia del 2012 e dovette, pertanto, subire un complesso lavoro di ristrutturazione e di messa in sicurezza; la collegiata venne riaperta al culto il 25 novembre del 2018 alla presenza dell'arcivescovo di Bologna Matteo Maria Zuppi e del presidente della Regione Emilia-Romagna Stefano Bonaccini.

## Descrizione

### Esterno
La facciata, in stile barocco, ospita nelle relative nicchie, sei statue raffiguranti i santi Rocco, Isaia, Luca, Giuseppe, Sebastiano e Fabiano ed un bassorilievo, realizzati nella bottega veronese dei Guidottini e collocate nel 1708.
Campanile e Campane

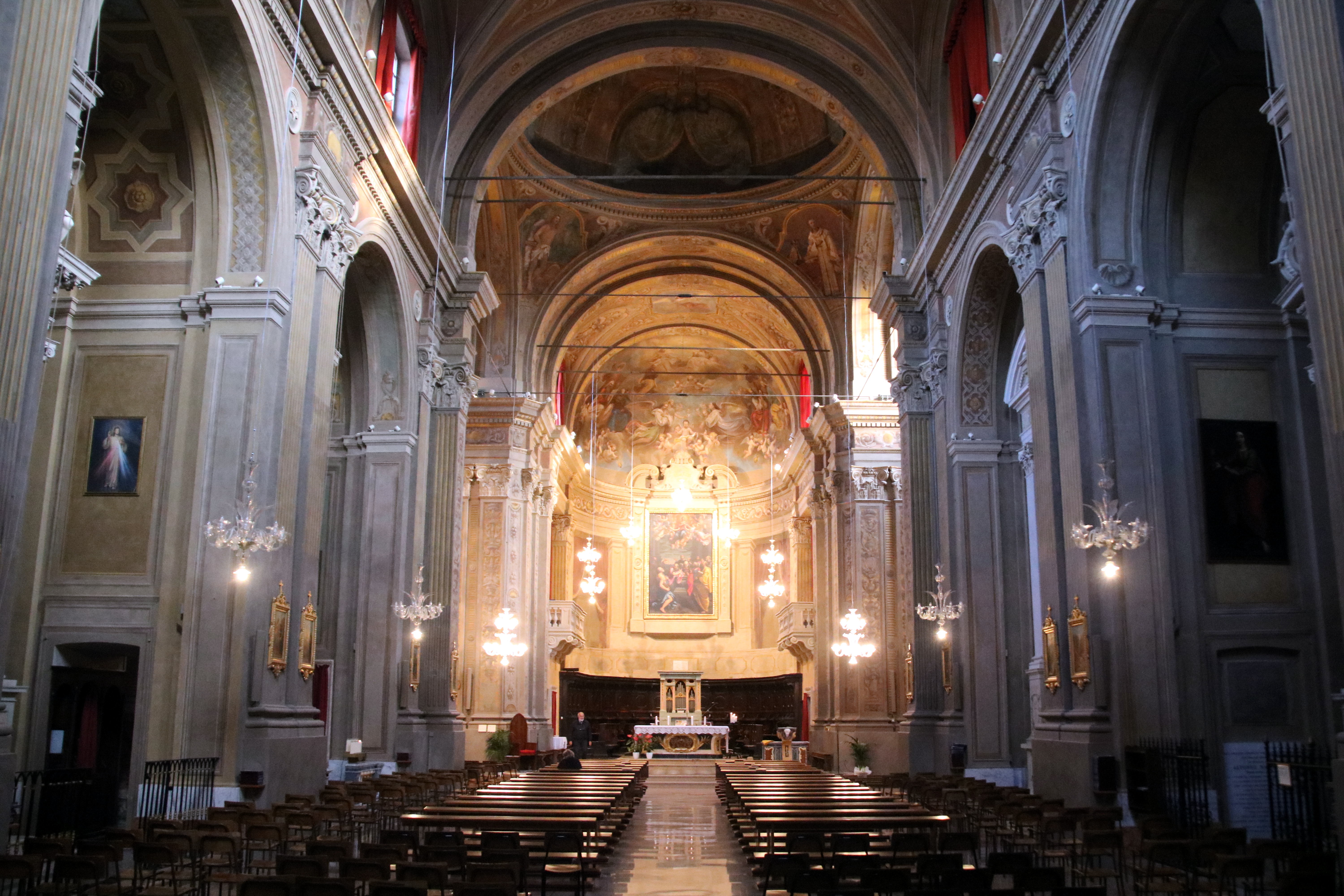
L'interno della Pieve

Il campanile romanico, sormontato da una slanciata guglia, venne ricostruito dopo il rovinoso crollo del 1483 che danneggiò anche la sottostante chiesa. 
Nella cella campanaria, illuminata da bifore, si trova un superbo concerto di 4 campane, con le seguenti caratteristiche:
1^ Campana ("Grossa"): Nota: Mib3; diametro: cm 122; fonditore: Riatti (Reggio Emilia); anno: 1809; peso: circa kg 1250 
2^ Campana ("Mezzana" o "Mezzanone"): Nota: Fa3; diametro: cm 109; fonditore: Riatti (Reggio Emilia); anno: 1809; peso: circa kg 900
3^ Campana ("Mezzanella" o  "Mezzana"): Nota: Sol3; diametro: cm 98; fonditore: Riatti (Reggio Emilia); anno: 1809; peso: circa kg 650
4^ Campana ("Piccola"): Nota: Lab3; diametro: cm 89; fonditore: Riatti (Reggio Emilia); anno: 1809; peso: circa kg 450
Le campane sono installate su un "castello" in legno, e suonate unicamente a mano dalla locale Congregazione dei Campanari, gruppo di appassionati ed esperti volontari che nelle principali feste sale sul campanile per praticare l'antica arte del "doppio alla bolognese", che risulta qui essere alquanto impegnativa a causa delle fortissime oscillazioni della torre. I maestri locali, viste le particolarità del campanile, praticano specialmente il suono "a trave", arricchendolo con la particolare tecnica delle "ribattute", peculiarità tipica di queste zone di pianura, che contribuisce ad ottenere suonate di grande effetto. 
Particolarità musicale del concerto è quella di essere accordato sui primi quattro gradi della scala diatonica, ovvero con la "piccola" con voce di "quarta" anziché di "quinta" come sarebbe nel classico "quarto in tono maggiore" bolognese. Questo tipo di rara intonazione, di cui questo concerto rappresenta l'unico esempio in tutta la diocesi, è conosciuta dai campanari come "grado".

### Interno
Opere di pregio conservate all'interno della pieve sono il crocifisso miracoloso, di fattura medievale, una pala seicentesca di Guido Reni con l'Assunzione della Beata Vergine Maria, la tela del 1646 del Guercino proveniente dalla soppressa chiesa dei Padri Scolopi con soggetto l'Annunciazione e quella della Nascita della Vergine, realizzata nel 1605 da Ippolito Scarsella, un quadro raffigurante Santa Maria Maddalena con Gesù Risorto - Cristo e la samaritana, eseguita tra il 1665 ed il 1675 da Cesare Gennari, la pala con San Giuseppe Calasanzio riceve la visione della Vergine, dipinta nel 1749 da bolognese Giuseppe Varotti, quella con San Giuseppe assieme al Bambino appare ai Santi Antonio di Padova e Francesco di Paola, opera di ignoto bolognese del XVIII secolo, il quadro della Crocifissione di Gesù con, vicino, la Beata Vergine Maria e i Santi Ignazio, Francesco e Giovanni Apostolo ed Evangelista, realizzato da Bartolomeo Gennari nel 1637, la tela raffigurante la Nascita di San Giovanni, eseguita tra il 1552 ed il 1577 da Orazio Samacchini, la pala del Ritrovamento della Vera Croce, dipinta da Bartolomeo Passarotti tra il 1585 ed il 1589, e il quadro con l'Assunzione di Maria, opera di Lavinia Fontana.